# Heggaton Conservation Park
Heggaton Conservation Park är en park i Australien. Den ligger i delstaten South Australia, omkring 260 kilometer nordväst om delstatshuvudstaden Adelaide.
Trakten runt Heggaton Conservation Park är nära nog obefolkad, med mindre än två invånare per kvadratkilometer..
Trakten runt Heggaton Conservation Park består till största delen av jordbruksmark. Genomsnittlig årsnederbörd är 419 millimeter. Den regnigaste månaden är juni, med i genomsnitt 72 mm nederbörd, och den torraste är oktober, med 6 mm nederbörd.